# Asota aequalis
Asota aequalis är en fjärilsart som beskrevs av Walker 1864. Asota aequalis ingår i släktet Asota och familjen nattflyn. Inga underarter finns listade i Catalogue of Life.